# Hours (film)
Ne doit pas être confondu avec The Hours.
Pour les articles homonymes, voir Hours (homonymie).
Pour plus de détails, voir Fiche technique et Distribution.
Hours est un thriller américain écrit et réalisé par Eric Heisserer, sorti en 2013.

## Synopsis
En 2005, à la suite du passage de l'ouragan Katrina, Nolan, qui vient de devenir père et dont la femme est décédée en couches, lutte dans un hôpital de La Nouvelle-Orléans pour protéger son bébé…
Tout commence par une simple journée orageuse dans un hôpital de la Nouvelle-Orléans où se présente Nolan accompagné de sa femme Abigail. Celle-ci meurt en couches à la suite d'une hémorragie hépatique, laissant derrière elle son mari et sa fille.
L'enfant est sous respirateur artificiel en raison de sa naissance prématurée. L'ouragan Katrina vient compliquer les choses : l'hôpital est évacué précipitamment, laissant Nolan et sa fille seuls et sans assistance.
Les heures suivantes, le père veille sa fille, la change et l'alimente. La machine à laquelle est reliée l'enfant est victime des fréquentes coupures de courant et montre également des signes de défaillance. Nolan la relie donc à un petit générateur à manivelle qu'il doit actionner toutes les trois minutes, puis deux... ce qui ne lui laisse pas la possibilité de s'éloigner de sa fille et d'établir un plan de secours.
Ces moments sont troublés, tantôt par intrusion de voleurs à la recherche d'objets de valeur, tantôt par les souvenirs d'Abigail qui hantent la mémoire de Nolan.
Pendant cette épreuve, il ne pourra compter que sur lui-même et la présence d'un chien de sauvetage errant dans l'hôpital.

## Fiche technique
Sauf indication contraire, les informations mentionnées dans cette section peuvent être confirmées par la base de données cinématographiques IMDb,  présente dans la section « Liens externes ».
- Titre original : Hours
- Réalisation et scénario : Eric Heisserer
- Direction artistique : Raymond Pumilia
- Décors : William A. Elliott
- Costumes : Claire Breaux
- Photographie : Jaron Presant
- Montage : Sam Bauer
- Musique : Benjamin Wallfisch
- Production : Peter Safran

Productions déléguées : Dan Clifton, Kevin Scott Frakes, Ken Hirsh et Peggy Taylor (co)
Coproductions : Brandon Birtell, Kolie Wegner et Scott Willmann
- Sociétés de production : The Safran Company, Laguna Ridge Pictures et PalmStar Entertainment
- Société de distribution : Pantelion Films
- Budget : 4 millions de dollars[1]
- Pays de production :  États-Unis
- Langue originale : anglais
- Format : couleur
- Genre : thriller
- Durée : 93 minutes
- Dates de sortie :
  - États-Unis : 10 mars 2013 (South by Southwest) ; 13 décembre 2013 (sortie nationale)
  - France : 3 septembre 2014 (DVD)

## Distribution
- Paul Walker (VF : Guillaume Lebon) : Nolan
- Génesis Rodríguez (VF : Claire Morin) : Abigail
- Nick Gomez : Jerry
- Judd Lormand : Glenn
- Christopher Matthew Cook : Lenny
- Kerry Cahill (VF : Véronique Soufflet) : Shelly
- Lena Clark : Lucy
- Nancy Nave : Sandra
- TJ Hassan : Jeremy
- Yohance Myles (VF : Jean-Alain Velardo) : Dr Edmonds
- Michelle Torres : une victime de l'ouragan Katrina
- Tony Bentley : le docteur

Source et légende : Version française (VF) sur RS Doublage

## Production
Le tournage a lieu à La Nouvelle-Orléans en mars 2013.

## Accueil

### Sortie
Le film est sélectionné et présenté le 10 mars 2013 au festival de South by Southwest. Il sort dans les salles américaines le 13 décembre 2013, quelques jours après la mort de Paul Walker le 30 novembre 2013 dans un accident de voiture à Santa Clarita en Californie,.

### Critique
Hours rencontre un accueil mitigé de la part des critiques professionnelles, obtenant 58% d'avis favorables sur le site Rotten Tomatoes, basé sur 26 commentaires collectés et une moyenne de 5⁄10 et un score de 54⁄100 sur le site Metacritic, basé sur 15 commentaires collectés.
Parmi les avis favorables, certaines rédigées lors de sa présentation au South by Southwest, le site Indiewire trouve le film « bien ficelé » et que Paul Walker livre « de loin l'une de ses meilleures prestations, toute en assurance et en nuance », bien que trouvant regrettable que Hours sort en salles après la mort de l'acteur . Le New York Times écrit que « Hours dans lequel Paul Walker est quasiment de chaque image est un solide récit », notant qu'il n'y a « pas de course de voitures  dans cette combinaison de thriller anxiogène et d'étude psychologique » et que le personnage de Walker passe l'intégralité du film à l'hôpital. Pour le New York Daily News, Walker montrait « un authentique désir d'explorer de nouveaux horizons et prouve à ceux qui le cantonnent à la franchise Fast and Furious, qu'il a les qualités requises ».
Toutefois, Hollywood Reporter trouve que « la présence de Paul Walker pourra attirer l'attention sur cette modeste production, mais l'acteur n'est pas à l'aise dans le registre dramatique et le réalisateur ne l'aide pas ».